# مارس ۲۰۰۹
مارس ۲۰۰۹ یکی از ماه‌های ۲۰۰۹ (میلادی) است.

## ۱ مارس ۲۰۰۹
- بازداشت روزنامه‌نگار ایرانی-آمریکایی

رکسانا صابری، گزارشگر سابق رادیوی عمومی ملی و خبرنگار شبکه فاکس در تهران در اسارت بسر می‌برد. بی‌بی‌سی فارسی، فاکس نیوز

## ۲ مارس ۲۰۰۹
- ترور رئیس‌جمهور گینه بیسائو

ژوائو برناردو وییرا رئیس‌جمهور کشور آفریقایی گینه بیسائو به دست سربازان ارتش آن کشور و در انتقام به قتل تاگمه ناوایه رئیس ستاد مشترک ارتش گینه بیسائو به قتل رسید. از چند هفته پیش، هواداران فرمانده ارتش و رئیس‌جمهوری این کشور، با یکدیگر درگیری داشتند. رادیو زمانه، بی‌بی‌سی انگلیسی
- رسیدن قمر چینی به کره ماه

یک قمر چینی بنام چانگ-ای ۱ با سطح کره ماه برخورد کرده و منهدم شد. این برخورد از قبل برنامه‌ریزی شده بود. تاپ یو اس نیوز

## ۳ مارس ۲۰۰۹
- شورای امنیت خواستار محاکمه‌ی عاملان قتل رییس‌جمهور گینه بیسائو شد

یک روز پس از به قتل رسیدن رئیس‌جمهور گینه بیسائو، رایموندو پرریرا رییس پارلمان این کشور به عنوان کفیل رئیس‌جمهور سوگند یاد کرد. همچنین در اقدامی دیپلماتیک، شورای امنیت سازمان ملل متحد قتل رئیس‌جمهور و رئیس ستاد ارتش این کشور را به شدت محکوم کرد و خواستار مجازات عاملان آن شد. دویچه وله فارسی

## ۴ مارس ۲۰۰۹
- حمله به ورزشکاران تیم ملی کریکت سریلانکا در پاکستان

گروهی افراد مسلح نقابدار، اتوبوس حامل بازیکنان تیم ملی کریکت سریلانکا را که برای انجام مسابقاتی دوستانه، به شهر لاهور پاکستان سفر کرده بودند، هدف حمله مسلحانه قرار دادند که در نتیجه، دست کم پنج تن از ورزشکاران سری‌لانکایی و شماری ماموران امنیتی پاکستانی زخمی و پنج مامور پلیس نیز کشته شدند. بی‌بی‌سی فارسی

## ۵ مارس ۲۰۰۹
- حکم بازداشت بین‌المللی رئیس‌جمهور سودان صادر شد

دادگاه بین‌المللی لاهه در اقدامی بی‌سابقه حکم بازداشت عمر البشیر، رئیس‌جمهور سودان را به اتهام ارتکاب «جنایات جنگی و جنایت علیه بشریت» در دارفور، صادر کرد. این نخستین بار است که دادگاه رسیدگی به جرائم جنگی حکم بازداشت رهبری را که هنوز در راس کار است، صادر می‌کند. بی‌بی‌سی فارسی، دویچه وله فارسی

## ۶ مارس ۲۰۰۹
- حمله تروریستی در اورشلیم ناکام ماند

یک کارگر ساختمانی عرب که راننده یک بولدوزر ساختمانی بود، در یکی از بزرگراه‌های اورشلیم به سوءقصد تروریستی پرداخت. این حمله تلفاتی به دنبال نداشت و تنها دو پلیس به طور سطحی زخمی شدند. وزارت امور خارجه اسرائیل، تلگراف، یدیعوت اخرونوت
- دولت سودان گروه‌های امدادگر بین‌المللی را اخراج کرد

در پی تصمیم دادگاه بین‌المللی لاهه به صدور حکم دستگیری عمر البشیر، رئیس‌جمهوری سودان به اتهام ارتکاب جنایات جنگی در نزاع دارفور، دولت سودان «سیزده» سازمان عمده بین‌المللی امدادرسانی را از آن کشور اخراج کرد. خبرگزاری روئیترز
- عفو بین الملل: «تخریب خانه‌های غزه توسط اسرائیل توجیه ناپذیر است»

عفو بین الملل که یک نهاد مدافع حقوق بشر است می‌گوید از تحقیقاتی که توسط این نهاد به عمل آمده چنین نتیجه گیری شده‌است که تخریب خانه‌های فلسطینیان در تهاجم اخیر اسرائیل به نوار غزه، توجیه ناپذیر است. بی‌بی‌سی فارسی
- وزیر خارجه ایتالیا سفر به تهران را به تعویق انداخت

فرانکو فراتینی، وزیر امور خارجه ایتالیا در اعتراض به «اظهارات ناپذیرفتنی مقامات ارشد ایران علیه کشور اسرائیل و دولت آمریکا»، به تهران سفر نخواهد کرد. علی خامنه ای اسرائیل را «غده سرطانی»، و سیاست دولت جدید آمریکا را «ادامه کژراهه بوش» توصیف کرد. بی‌بی‌سی فارسی

## ۷ مارس ۲۰۰۹
- مراکش روابط دیپلماتیک با ایران را قطع کرد

مراکش با متهم کردن نظام جمهوری اسلامی ایران به تلاش برای گستراندن مذهب شیعه در این کشور سنی‌نشین، اعلام کرد روابط دیپلماتیک خود با ایران را قطع می‌کند. بی‌بی‌سی فارسی

## ۸ مارس ۲۰۰۹
- کشته شدن دو سرباز انگلیسی در ایرلند شمالی

پس از ۱۲ سال آرامش، ایرلندی‌های مسلح دو سرباز انگلیسی را در ایرلند شمالی کشته و دست کم ۴ نفر دیگر را زخمی کردند. بلفاست تلگراف
- حمله انتحارى به آكادمى پليس در بغداد ۲۸ كشته و ۵۸ زخمى بر جاى گذاشت

وزارت كشور عراق، شمار قربانيان حمله انتحاری كه آكادمى پليس در بغداد را ۲۸ كشته و ۵۸ و اعلام کرد. العربیه فارسی

## ۹ مارس ۲۰۰۹
- انقباض اقتصاد جهانی

بانک جهانی اعلام کرد که برای نخستین بار پس از جنگ جهانی دوم، اقتصاد جهانی با انقباض روبروست. بلومبرگ
- طرح هدفمند کردن یارانه‌ها از بودجه سال جاری ایران حذف شد

نمایندگان مجلس شورای اسلامی در ایران، که مشغول بررسی نهایی لایحه بودجه سال آینده هستند، بخش هدفمند کردن یارانه‌ها را از بودجه حذف کردند. مهمترین نگرانی نمایندگان مجلس، میزان تورمی بود که بعد از حذف یارانه‌ها و عرضه مواد سوختی به قیمت‌های بین‌المللی ایجاد می‌شد. بی‌بی‌سی فارسی
- ارتش کره شمالی به حالت آماده‌باش کامل درآمد

خبرگزاری دولتی کره شمالی، بیانیه ارتش این کشور را انتشار داد که در آن برگزاری رزمایش مشترک نیروهای ارتش آمریکا و کره جنوبی که قرار است به زودی صورت گیرد، اقدامی «خطرناک و تحریک آمیز» توصیف و اعلام شده‌است که واحدهای نظامی کره شمالی به حالت آماده‌باش کامل درآمده‌اند. بی‌بی‌سی فارسی، نیویورک تایمز
- حکم زندان برای یک ایرانی در فلوریدا

یک دادگاه در فلوریدا یک ایرانی را به جرم نقض تحریم‌های آمریکا علیه ایران به بیش از ۵ سال زندان محکوم کرد. فرد نامبرده در وین توسط ماموران اتریشی در حال ارسال ۳۰۰۰ دستگاه دوربین‌های نظامی شب‌بین دستگیر شده بود. رویترز، میامی هرالد

## ۱۰ مارس ۲۰۰۹
- اوباما محدودیت تحقیقات سلول‌های پایه‌ای را لغو کرد

باراک اوباما، رئیس‌جمهوری ایالات متحده آمریکا، با صدور یک بخشنامه اجرایی، محدودیت‌های وضع‌شده بر به کارگیری بودجه دولت فدرال برای تحقیقات سلول‌های پایه‌ای را لغو کرد. جورج دبلیو بوش، رئیس‌جمهوری سابق آمریکا در دوره نخست ریاست‌جمهوری خود با صدور بخشنامه‌ای استفاده از بودجه دولت فدرال برای تامین هزینه‌های تحقیقات سلول‌های پایه را بر اثر فشار گروه‌های مذهبی، محدود کرده بود. بی‌بی‌سی فارسی
- راهپیمایی در اعتراض به سفر رفسنجانی به عراق

معترضین عراقی عليه سفر اکبر هاشمی رفسنجانی به عراق دست به تظاهرات زدند. رادیو فردا
- سوریه: «صلح با اسرائیل ممکن است»

بشار اسد، رئیس جمهوری سوریه،‌ در گفت‌وگویی با روزنامه الخلیج چاپ امارات متحده عربی، صلح با اسرائیل را ممکن دانست. رادیو فردا
- عربستان کشورهای عرب را به اتحاد در برابر ایران فرا خواند‌

سعود الفیصل، وزیر امور خارجه عربستان سعودی، در سخنانی تند و انتقادآمیز در اجلاس وزیران خارجه کشورهای عضو اتحادیه عرب، آنان را به «اتحاد در برابر بلندپروازی‌های ایران» فراخواند. رادیو فردا

## ۱۱ مارس ۲۰۰۹
- پانزده کشته در حادثه تیراندازی در یک مدرسه در آلمان

جوانی ۱۷ ساله‌ در یک مدرسه در شهر وینندن (Winnenden) در ایالت بادن-وورتمبرگ با شلیک گلوله باعث مرگ سه معلم و دست کم ۹ دانش آموز شد. این مهاجم سپس با شلیک به سمت مردم، فرار کرد و پلیس نیز در تعقیب او بود که نهایتاً در پارکینگ سوپرمارکتی خود به ضرب گلوله کشته شد. بنا بر گزارش‌ها، او هنگام تعقیب و گریز به سوی پلیس شلیک می‌کرده که در این تیراندازی سه عابر را نیز کشته است. بی‌بی‌سی فارسی، رادیو فردا، رویترز، اشپیگل
- محکومیت طارق عزیز

طارق عزیز، معاون نخست وزیر سابق عراق به جرم جنایات علیه بشریت به ۱۵ سال زندان محکوم شد. تایمز لندن

## ۱۲ مارس ۲۰۰۹
- گزارش‌گران بدون‌ مرز: «جمهوری اسلامی ایران دشمن شماره یک اینترنت در خاورمیانه»

سازمان بین‌المللی گزارش‌گران بدون مرز در گزارشی تحلیلی در مورد تاثیر اینترنت در کشورهای جهان، دوازده کشور جهان از جمله ایران، چین، سوریه، مصر، کوبا، کره شمالی و عربستان سعودی را «دشمنان اینترنت» خوانده است. دویچه وله فارسی
- کشتی‌گیران تیم ملی کشتی آزاد آمریکا در ایران

گروهی از کشتی‌گیران تیم ملی کشتی آزاد آمریکا برای شرکت در مسابقات بین‌المللی کشتی آزاد جام تختی در ایران به سر می‌برند. بی‌بی‌سی فارسی

## ۱۳ مارس ۲۰۰۹
- کشف کوزه عتیقه رباعیات خیام در اسرائیل

باستان‌شناسان اسرائیلی در شهر اورشلیم، قسمتی از یک کوزه منتسب به زمان عمر خیام را در حفاری‌های خود کشف کرده‌اند که بر روی آن رباعیاتی از حکیم عمر خیام به چشم می‌خورد. بر روی کوزه کشف‌شده، لعابی از فيروزه با گل و بوته و خطی سياه‌رنگ آراسته شده‌است. رادیو فردا
- سوئیس مقررات حساب‌های بانکی محرمانه را تعدیل می‌کند

وزارت دارایی سوئیس اعلام داشت که در نظر دارد تا ضوابط مورد نظر سازمان همکاری و توسعه در زمینه شفافیت فعالیت‌های بانکی را به کار گیرد، تا به این وسیله، محدودیت دسترسی به اطلاعات شخصی مشتریان بانک‌ها برای فرار از پرداخت مالیات و پول‌شویی جلوگیری شود. تصمیم دولت سوئیس به منزله تغییر در سنتی دیرینه است که بانک‌های سوئیس را به محلی امن برای سپرده‌گذاران در سطح جهانی تبدیل کرده، بی‌آنکه اطلاعات مربوط به صاحبان حساب‌ها در دسترس طرف ثالث قرار داده شود. بی‌بی‌سی فارسی
- ساقط شدن پهپاد ایرانی توسط جنگنده آمریکایی

یک پهپاد تجسسی ایران توسط یک فروند جنگنده آمریکایی بر فراز عراق ساقط گردید. فاکس نیوز
- دستگیری نیروهای القدس در عراق

نیروهای عراقی اعلام کردند که ۳ ایرانی عضو سپاه قدس را در عراق دستگیری کردند. اصوات العراق، ویکلی استاندارد

## ۱۴ مارس ۲۰۰۹
- پایان دوران «جنگجوی دشمن» در آمریکا

وزارت دادگستری آمریکا اعلام کرد، از این پس ایالات متحده آمریکا از عنوان «جنگجوی دشمن» برای مظنونان به عملیات تروریستی استفاده نخواهد شد. با توجه به این دستور، زندانیان مظنون به شرکت در عملیات تروریستی که در بازداشتگاه گوانتانامو نگهداری می‌شوند، از حقوق بین‌المللی زندانیان برخوردار خواهند شد. بی‌بی‌سی فارسی، دویچه وله فارسی

## ۱۵ مارس ۲۰۰۹
- قتل دو پلیس اسرائیلی در کرانه باختری

دو مامور پلیس اسرائیل در حوالی نابلس در کرانه باختری رود اردن به ضرب گلوله مهاجمان ناشناس به قتل رسیده‌اند. نیروهای امنیتی اسرائیل هم‌اکنون در جستجوی فرد یا افرادی هستند که این دو افسر پلیس را به قتل رسانده‌اند. بی‌بی‌سی فارسی
- آغاز مایه‌کوبی ملی فلج کودکان در افغانستان

دور دوم برنامه مبارزه ملی با فلج کودکان (پولیو) در افغانستان آغاز شده است. مقامات این کشور امیدوار هستند که در این برنامه بتوانند بیشتر از هفت میلیون کودک زیر پنج سال افغانی را در برابر بیماری فلج کودکان، واکسن کنند. بی‌بی‌سی فارسی

## ۱۶ مارس ۲۰۰۹
- دولت پاکستان در برابر تظاهرات سراسری تسلیم شد

آصف علی زرداری، رییس جمهور پاکستان در جنگ قدرت با اپوزیسیون آن کشور، پذیرفت تا برای جلوگیری از گسترش تظاهرات سراسری، افتخار محمد چودری، قاضی ارشد عزل‌شده از دادگاه عالی پاکستان و منتقد دولت را در سمت خود ابقا کند. بی‌بی‌سی فارسی، دویچه وله فارسی
- فضاپیمای دیسکاوری به فضا پرتاب شد

فضاپیمای دیسکاوری برای یک ماموریت ۱۴ روزه در ایستگاه فضایی بین‌المللی از مرکز فضایی کندی در ایالت فلوریدای آمریکا به فضا پرواز کرد. این شاتل هفت فضانورد را به ایستگاه فضایی بین‌المللی خواهد برد. بی‌بی‌سی فارسی

## ۱۷ مارس ۲۰۰۹
- رئیس‌جمهور ماداگاسکار به نفع ارتش استعفا داد

یک روز پس از کودتای ارتش ماداگاسکار بر علیه مارک راوالومانانا، رئیس‌جمهوری ماداگاسکار، رئیس‌جمهور به نفع کودتاچیان استعفا کرد. وی قبل از تسخیر کاخ ریاست‌جمهوری، اعلام داشته بود که تا پایان دوره ریاست جمهوری در سال ۲۰۱۱ میلادی، از قدرت کنار نخواهد رفت. هرالد تریبون بین‌المللی
- نخستین رئیس‌جمهور افغانستان به خاک سپرده شد

جسد محمد داوود خان، نخستین رئیس‌جمهور افغانستان همراه با اجساد شانزده نفر از اعضای خانواده‌اش در کابل به خاک سپرده شد. این اجساد حدود ده ماه پیش در حاشیه شرقی شهر کابل در نزدیک زندان پلچرخی از دو گور دسته جمعی کشف شده بودند. بی‌بی‌سی فارسی
- اولین سفر پاپ بندیکت به قاره آفریقا

پاپ بندیکت شانزدهم رهبر کاتولیک‌های جهان در آغاز سفر خود به کشورهای آفریقایی وارد یائونده، پایتخت کشور کامرون شده است. بی‌بی‌سی فارسی

## ۱۸ مارس ۲۰۰۹
- مرگ یک زندانی سیاسی در زندان اوین

امیدرضا میرصیافی، فعال فرهنگی ۲۸ ساله ایرانی که بدلیل انتقاد از روح الله خمینی و علی خامنه‌ای در وبلاگ خود دستگیر و به ۲٫۵ زندان محکوم شده بود، در حین تحمل حبس در زندان اوین درگذشت. این دومین مرگ زندانیان سیاسی در یک ماهه اخیر است. به موازات این رویداد، اتحادیه‌ی اروپا، از نظام جمهوری اسلامی ایران به دلیل نقض فزاینده‌ی حقوق‌بشر شدیدا انتقاد کرد. رادیو زمانه، دویچه وله فارسی
- همه‌پرسی در جمهوری آذربایجان برای تغییر قانون اساسی

در جمهوری آذربایجان برای تغییر در قانون اساسی همه‌پرسی برگزار ‌شد. قرار است محدودیت دو دوره تصدی‌گری در پست ریاست جمهوری از بین برود تا الهام علی‌اف، رییس‌جمهور فعلی جمهوری آذربایجان بتواند همچنان در پست خود باقی بماند. دویچه وله فارسی

## ۱۹ مارس ۲۰۰۹
- سربازان اسرائیل به سوء رفتار در غزه اعتراف کردند

یک دانشکده نظامی اسرائیل مشاهدات عینی سربازان این کشور را که حاکی از تخریب عمدی غزه و کشتار فلسطینیان در حملات ۲۲ روزه اسرائیل در نواره غزه بوده، منتشر کرده‌است. یکی از این مشاهدات در باره تیراندازی یک تک تیرانداز ارتش اسرائیل به مادری فلسطینی و فرزندانش در غزه می‌شود. تک تیرانداز به آنها گفته بوده‌است که خانه خود را ترک کنند. بی‌بی‌سی فارسی
- کنگره آمریکا در حال آماده سازی بیانیه نوروزی

کنگره ایالات متحده آمریکا در حال آماده سازی یک بیانیه رسمی بمناسبت عید نوروز است. این نخستین بار است که چنین بیانیه‌ای از سوی قوه مقننهٔ آمریکا صادر می‌گردد. بیانیه توسط مایکل هوندا، نمایندهٔ (کالیفرنیا) تنظیم شده و توسط کیث الیسون (مینسوتا)، باب فیلنر (کالیفرنیا)، رائول گریجالوا (آریزونا)، دنیس کوسینیچ (اوهایو)، کارولین مالونی (نیویورک)، جیمز مورن (ویرجینیا)، لیندا سانچز (کالیفرنیا)، هنری وکسمن (کالیفرنیا)، و فرانک وولف (ویرجینیا) تقدیم کنگره خواهد گردید. آسوشیتد پرس، رادیو اروپای آزاد، (متن پیشنهادی بیانیه)
- آمریکا اعلامیه حقوق همجنس‌گرایان را امضا می‌کند

ایالات متحده آمریکا به طور رسمی حمایت خود را از یک بیانیه سازمان ملل متحد دایر بر غیرمجرمانه دانستن همجنس‌گرایی در سراسر جهان اعلام کرده‌است. این اعلامیه که در ماه دسامبر ۲۰۰۸ میلادی، از سوی ۶۶ کشور عضو تصویب شد. این بیانیه نقض حقوق جنسی افراد با توجه به تمایلات یا هویت جنسی آنها را محکوم می‌کند. بی‌بی‌سی فارسی
- دستگیری عده‌ای از مدیران وبگاهها توسط سپاه پاسداران

سپاه پاسداران با انتشار بیانیه‌ای مدعی شد که عده‌ای از مدیران و فعالان وبگاههای «ضددینی و ضدفرهنگی»  را در داخل و خارج از کشور شناسایی و همکاران داخلی آنان را دستگیر کرده‌است.بی بی سی فارسی، خبرگزاری  فارس

## ۲۰ مارس ۲۰۰۹
- پیام نوروزی باراک اوباما به ایرانیان

باراک اوباما رئیس‌جمهور ایالات متحده آمریکا در پیامی تلویزیونی به مناسبت عید نوروز، خواستار پایان‌گرفتن تنش و بهبود روابط دوجانبه ایران با آمریکا شده است. بی‌بی‌سی فارسی، العربیه فارسی
- پیام نوروزی شیمعون پرس به ایرانیان

شیمعون پرس رئیس‌جمهور اسرائیل با فرستادن پیام ویژه‌ای خطاب به مردم ایران، فرا رسیدن نوروز ۱۳۸۸ خورشیدی را شادباش گفت و آرزو نمود که سال پیش رو، برای مردم با فرهنگ ایران، سال شادکامی و رسیدن به آزادی انسانی باشد. 
وزارت امور خارجه اسرائیل
- ادعای همکاری علیرضا عسکری در فاش‌کردن برنامهٔ اتمی سوریه

روزنامه سوئیسی نویه‌تسورشه تسایتونگ در مقاله‌ای به قلم رئیس پیشین ستاد برنامه‌ریزی وزارت دفاع آلمان، به نقش یک سردار فراری سپاه پاسداران انقلاب اسلامی به نام علی‌رضا عسگری در لو دادن  برنامهٔ اتمی سوریه می‌پردازد که در پی آن در روز ۶ سپتامبر ۲۰۰۷ میلادی، در عملیاتی غافلگیرانه توسط هفت جنگنده‌بمب‌افکن اف-۱۵ نیروی هوایی اسرائیل مورد تهاجم قرار گرفته و تخریب شد. دویچه وله فارسی

## ۲۱ مارس ۲۰۰۹
- لغو مجازات اعدام در ایالت نیومکزیکو

بیل ریچاردسون فرماندار ایالت نیومکزیکو، قانون لغو مجازات اعدام را در این ایالت امضا کرد. به این ترتیب از آغاز ماه ژوئیه، در این ایالت تنها «حبس ابد بدون امکان عفو» به عنوان اشد مجازات اجرا می‌شود. از دید فعالان حقوق شهروندی، با این اقدام ایالات متحده آمریکا وارد مرحله‌ی دیگری در راه لغو مجازات اعدام شده است. دویچه وله فارسی
- هلندی‌ها سر بریده پادشاه غنا را پس می‌دهند

مرکز درمانی دانشگاه لیدن در هلند، سر بریده یکی از پادشاهان غنا به نام بادو بونسوی دوم را برای تدفینی که در خور این پادشاه باشد به غنا باز می‌گرداند. بی‌بی‌سی فارسی
- صفحات خورشیدی ایستگاه فضایی گشوده شد

قسمت چهارم و نهایی صفحات خورشیدی ایستگاه (حاوی دو بال) با هدایت کنترل‌کننده‌های زمینی باز و آماده کار شدند. به این ترتیب ایستگاه بین‌المللی فضایی، ده سال پس از شروع عملیات مونتاژ، با نصب آخرین صفحات خورشیدی به حداکثر ظرفیت الکتریکی خود دست‌یافته است. بی‌بی‌سی فارسی

## ۲۲ مارس ۲۰۰۹
- پلیس اسرائیل چندین بمب را در حیفا کشف و خنثی کرد

پلیس اسرائیل با کشف چندین بمب جاسازی شده در برابر یک مرکز خرید در بندر حیفا توانست از انفجار مهیبی جلوگیری کند. به گفته‌ی پلیس‌، بمب‌های جاسازی شده در یک خودرو حاوی چندین کیلوگرم ماده‌ی انفجاری بودند. اهود اولمرت، نخست‌وزیر کنونی اسرائیل، از تلاش برای قتل عام سخن گفت و نسبت به انفجارهایی مشابه هشدار داد. دویچه وله فارسی
- آمریکا نظارت خود بر مؤسسه‌های مالی را گسترش می‌دهد

بحران اقتصادی باعث شده تا ایالات متحده برای نظارت بیشتر بر بخش‌های مختلف اقتصاد کشورش برنامه‌ریزی کند. دولت باراک اوباما قصد دارد که فعالیت مؤسسه‌های مالی گوناگون را تحت نظارت دقیق‌تر قرار دهد تا در زمان مقتضی قابل کنترل باشند. دویچه ولهٔ فارسی

## ۲۳ مارس ۲۰۰۹
- انحلال رسمی حزب پسا-فاشیستی در ایتالیا

آلئانسا ناتسیوناله، دومین حزب بزرگ ایتالیا، انحلال خود را رسما اعلام کرد. این حزب با حزب فورتسا ایتالیا، متعلق به سیلویو برلوسکونی ترکیب شده و جناح راست این حزب را تشکیل خواهد داد. نام حزب جدید خلق آزادی است. دویچه وله فارسی
- امتناع دولت آفریقای جنوبی از صدور ویزای ورود به دالایی لاما

دولت آفریقای جنوبی از تصمیم خود برای ندادن ویزا به دالایی لاما، رهبر بودائیان تبت و برنده جایزه صلح نوبل، دفاع کرده و گفته است این تصمیم به هیچوجه در اثر فشار دولت چین اتخاذ نشده است. نلسون ماندلا که او نیز برنده جایزه صلح نوبل است، از کسانی بود که برای شرکت در کنفرانس صلح از دالایی لاما دعوت به عمل آورده بود. بی‌بی‌سی فارسی
- وقوع سانحه هوایی در آمریکا و ژاپن

یک هواپیمای باربری در فرودگاه بین‌المللی ناریتا در حوالی توکیو پایتخت ژاپن سقوط کرده و در آتش سوخته است. همچنین یک هواپیمای تک موتوره که از ایالت کالیفرنیا عازم ایالت مونتانا آمریکا بود، در جنوب مونتانا سقوط کرده است که در پی آن ۱۷ نفر کشته شدند. بی‌بی‌سی فارسی

## ۲۴ مارس ۲۰۰۹
- راه نتانیاهو برای تشکیل دولت اسرائیل هموار شد

کنگره‌ی ویژه‌ی حزب کارگر اسرائیل، به‌رغم اختلاف‌نظر‌شدید داخلی، با ائتلاف با حزب راست‌گرای لیکود به رهبری بنیامین نتانیاهو موافقت کرد. اکثریت بزرگی از نمایندگان این کنگره، به ائتلاف دولتی رای دادند. به این ترتیب، راه نتیاناهو برای تشکیل دولت ائتلافی در اسرائیل هموار شد. در راستای نتایج انتخابات سراسری اسرائیل، حزب کارگر، نتایج ناامید کننده‌ای را کسب کرده بود. دویچه وله فارسی
- بازداشت طولانی مدت رکسانا صابری

منابع خبری به نقل از مامورین جمهوری اسلامی ایران خبر از بازداشت طولانی مدت رکسانا صابری را دادند. پیشتر، مجلس ایالت داکوتای شمالی با انتشار یک قطعنامه خواستار آزادسازی رکسانا صابری گردیده. نیویورک تایمز، اینفوروم
- ایران رتبه دوم اعدام در جهان

سازمان عفو بین الملل با انتشار گزارشی کشورهای جهان را از نظر تعداد اعدامیون سال گذشته رتبه بندی کرد. در این رتبه بندی، چین اول و جمهوری اسلامی ایران در رتبه دوم قرار دارد که با احتساب جمعیت هر کشور، ایران در رتبه نخست قرار می‌گیرد. بلومبرگ، خبرگزاری فرانسه، رادیو فردا

## ۲۵ مارس ۲۰۰۹
- پایان کار البرادعی به عنوان رئیس آژانس بین‌المللی انرژی اتمی

محمد البراعی پس از ۱۲ سال از سرپرستی آژانس بین‌المللی انرژی اتمی کناره می‌گیرد. البرادعی به خاطر رد ادعاهای واشنگتن پیرامون وجود تسلیحات اتمی عراق با جورج بوش، رییس جمهور سابق ایالات متحده آمریکا، به مخالفت برخاست. موضع‌گیری قاطعانه وی سرانجام سبب اعطای جایزه‌ی صلح نوبل در سال ۲۰۰۵ میلادی، به البرادعی و آژانس وی شد. دویچه وله فارسی
- لاریجانی: «سخنان اوباما کافی نیست»

علی لاریجانی با انتقاد شدید از آمریکا، دعوت باراک اوباما برای روابط دوستانه بین ایران و آمریکا را کافی ندانست. نیویورک تایمز پاسخ لاریجانی به اوباما را «استهزا اوباما» نامید. نیویورک تایمز، خبرگزاری فرانسه

## ۲۶ مارس ۲۰۰۹
- سودان: «در حملات هوایی صدها نفر کشته شدند»

سودان تائید کرده که ماه گذشته حملات هوایی در شرق این کشور صورت گرفته است. گفته شده است هدف از انجام این حملات هوایی منهدم کردن کاروانی از سلاح قاچاق بوده که به مقصد نوار غزه می‌رفته است گزارش‌های خبری از اسرائیل حاکی است که نیروی هوایی ارتش اسرائیل مسئول این حملات بوده است. مقامات رسمی اسرائیل در این‌باره اظهار نظر نکرده‌اند. بی‌بی‌سی فارسی، دویچه وله فارسی
- کشف عظیم‌ترین گروه جانوری جهان

دانشمندان دانشگاه پرینستون و ام‌آی‌تی در ایالات متحده آمریکا موفق به کشف عظیم‌ترین گروه جانوری زمین شدند. این گروه متشکل از صدها میلیون ماهی بوده که بطور متراکم در ده‌ها کیلومتر مربع در اقیانوس اطلس با امواج فرکانس بالا دیده شده‌اند. نیو ساینتیست، بی‌بی‌سی انگلیسی

## ۲۷ مارس ۲۰۰۹
- گزارشگران بدون مرز: «میرصیافی به قتل رسیده است»

سازمان گزارشگران بدون مرز در بیانیه ای اعلام کرد به اطلاعات تازه ای از جمله تناقضات  و نشانه‌های اهمال‌کاری جدی میان اسناد رسمی "بازداشتگاه اوین" و "بیمارستان لقمان حکیم" و "پزشکی قانونی" در باره ساعت انتقال به بیمارستان و ساعت فوت  امیدرضا میرصیافی دست یافته است. بی بی سی فارسی
- شکسته شدن سد در اندونزی

پس از چندین روز بارندگی، یک سد ۳۳ متری در نزدیکی جاکارتا در اندونزی شکسته شد. تلفات جانی این ضایعه تا کنون ۵۰ نفر گزارش شده. آسوشیتد پرس

## ۲۸ مارس ۲۰۰۹
- راهبرد جدید آمریکا در افغانستان و پاکستان اعلام شد

باراک اوباما رئیس جمهوری ایالات متحده آمریکا اعلام کرد که نابودی شبکهٔ اسلام‌گرا و افراطی القاعده در کانون راهبرد جدید آمریکا در افغانستان قرار دارد. اوباما گسترش تروریسم در پاکستان را یک «غدهٔ سرطانی» معرفی کرد که از درون در حال نابودی این کشور است. رئیس‌جمهور آمریکا گفت، دولت وی تصمیم گرفته‌است تا ۵ سال و هر سال یک و نیم میلیارد دلار کمک مستقیم در اختیار پاکستان قرار دهد تا به این طریق از مبارزه دولت پاکستان علیه ترور حمایت کند. اتحادیه اروپا از رویکرد جدید آمریکا استقبال کرد. دویچه وله فارسی، بی‌بی‌سی فارسی
- عراق: «ساکنان پایگاه اشرف به محل دیگری منتقل می‌شوند»

موفق الرُبیعی، مشاور امنیت ملی عراق اعلام داشت که اعضای سازمان مجاهدین خلق ایران از پایگاه اشرف در شمال بغداد به منطقه دور دستی در آن کشور منتقل و در آنجا تشویق خواهند شد تا به صورت مسالمت‌آمیز و داوطلبانه عراق را ترک کنند. رادیو فردا
- شکست ایران از عربستان در ورزشگاه آزادی

تیم ملی فوتبال ایران در پنجمین دیدار خود در مرحله نهایی رقابت‌های مقدماتی جام جهانی ۲۰۱۰ برابر تیم ملی عربستان در حضور یکصد هزار تماشاگر در ورزشگاه آزادی ۲-۱ شکست خورد و به رده چهارم گروه سقوط کرد.محمود احمدی نژاد نیز در ورزشگاه حضور داشت. تماشاگران ضمن سر دادن شعار علیه دایی با چند نفر از بازیکنان در هنگام خروج از ورزشگاه درگیر شدند.علی دایی، مربی تیم ملی، ضمن رد استعفای خود گفت که از تیم راضی است و آنها روی دو غافلگیری گل خوردند.پس از بازی تلوزیون ورزشی عربستان با قطع برنامه‌های عادی خود به برپایی جشن  پرداخت. این اولین باخت فوتبال ایران از عربستان در تهران بود. بی‌بی‌سی فارسی، رادیو زمانه، روزنامه ایران، خبرگزاری مهر، خبرگزاری ایسنا
- محکومیت دولت ایران  به پرداخت ۲۵ میلیون دلار غرامت

دادگاهی در آمریکا، نظام جمهوری اسلامی ایران را به پرداخت بیش از ۲۵ میلیون دلار به خانواده ناخشون واکسمن، سرباز وظیفه عضو نیروهای دفاعی اسرائیل محکوم کرد که به دست اعضای گروه حماس در نوار غزه ربوده و کشته شده بود. قاضی یک دادگاه آمریکایی حکم داده که ایران باید برای جبران رنج عاطفی اعضای خانواده آقای واکسمن که دارای تابعیت آمریکایی بوده، ۵ میلیون دلار به مادر و ۲٫۵ میلیون دلار به هر یک از شش برادر او بپردازد. او همچنین ۵ میلیون دلار غرامت دیگر برای درآمد بالقوه‌ای که آقای واکسمن از دست داده و رنجی که در طول اسارت کشیده در نظر گرفته و گفته‌است که این مبالغ باید به همراه ۶ درصد سود سالانه‌ای که در طول این پانزده سال به آنها تعلق می‌گرفت، توسط ایران پرداخت شود. این برای چندمین بار است که ایران بهای اقدامات گروههای فلسطینی و لبنانی را بجای آنان در دادگاههای آمریکا می‌پردازد.
بی‌بی‌سی فارسی
- کشف یک شبکه جاسوسی اینترنتی در چین

محققان کانادایی می‌گویند یک شبکه جاسوسی الکترونیک را یافته‌اند که اطلاعات محرمانه صدها دولت از جمله وزارت امور خارجه ایران را ربوده‌است.شبکه جاسوسی مزبور با نصب نرم افزارهایی بر روی رایانه دولت‌های هدف، از اتاق محل استقرار یارانه‌ها استراق سمع می‌کرده‌است. محققان کانادایی معتقدند که محل عمده فعالیت‌های این شبکه در چین بوده‌است، اما نمی‌توانند به طور مشخص بگویند که دولت چین  در این اقدام دخالت داشته‌است یا خیر. رادیو زمانه

## ۳۰ مارس ۲۰۰۹
- حمایت اتحادیه عرب از رئیس جمهوری سودان

سران کشورهای عضو اتحادیه عرب در دوحه، پایتخت قطر، با صدور بیانیه‌ای از عمر البشیر، رئیس‌جمهور تحت تعقیب سودان، در برابر حکم بازداشت بین‌المللی که توسط دیوان بین‌المللی کیفری، برای استرداد او صادر شده‌است، حمایت کردند. بی‌بی‌سی فارسی
- مدیر عامل جنرال موتورز استعفا خواهد داد

ریک واگنر، مدیر عامل شرکت خودروسازی آمریکایی جنرال موتورز (جی‌ام) با کناره‌گیری از سمت خود موافقت کرده‌است. ریک واگنر هشت سال است که مدیر عامل جنرال موتوروز، بزرگ‌ترین شرکت خودورسازی آمریکا، بوده‌است. جنرال موتورز فقط از ابتدای سال ۲۰۰۵ میلادی، بیش از ۸۲ میلیارد دلار ضرر کرده و در معرض ورشکستگی قرار دارد. بی‌بی‌سی فارسی
- مخالفت شدید سازمان مجاهدین با جابجایی اعضایش از اردوگاه اشرف

سازمان مجاهدین خلق ایران به شدت به طرح دولت عراق مبنی بر جابجایی اعضای این گروه از داخل خاک عراق و بستن قرارگاه اشرف اعتراض کرده است. این سازمان در حدود سه هزار و پانصد عضو در اردوگاه اشرف مستقر کرده است. بی‌بی‌سی فارسی

## ۳۱ مارس ۲۰۰۹
- نشست سران اتحادیه عرب نیمه‌کاره پایان یافت

نشست فوق‌العاده‌ی سران اتحادیه عرب در دوحه، قطر پایان یافت. این نشست قرار بود «نشست آشتی» باشد، اما در نخستین روز آن رهبران عرب به جای رد و بدل کردن سخنان آشتی‌جویانه، همدیگر را آماج انتقادهای تند قرار دادند. نشست برای دو روز پیش‌بینی شده بود، اما یک روزه پایان یافت. دویچه وله فارسی